# Алихан (село)
Алихан (каз. Әлихан) — село в Шетском районе Карагандинской области Казахстана. Входит в состав Коктенкольского сельского округа. Находится примерно в 101 км к западу от районного центра, села Аксу-Аюлы. Код КАТО — 356461200.

## Население
В 1999 году население села составляло 335 человек (162 мужчины и 173 женщины). По данным переписи 2009 года, в селе проживали 293 человека (145 мужчин и 148 женщин).